# Peče
Peče so naselje v Občini Moravče So središče krajevne skupnosti Peče, ki združuje več manjših zaselkov in središče Župnije Peče. Farni zavetnik je Sv. Jernej, župnija Peče pa ima podružnico v Peških Kandršah, kjer je cerkev sv. Mihaela. V župniji trenutno službuje duhovnik Kancijan Čižman.
V kraju deluje Krajevna organizacija Rdečega križa, katere predsednica je Marija Brvar, Prostovoljno gasilsko društvo Peče, ki obstaja od leta 1934 in mu predseduje Jani Avbelj, ter Kulturno športno društvo Peče, katerega predsednik je Robi Jesenšek. Predsednik krajevne skupnosti Peče je Žan Urankar.
V kraju naštete organizacije nudijo pestro kulturno in športno dogajanje. KŠD Peče organizira turnirje v malem nogometu, tekme v skokih z alpskimi smučmi, narodno zabavne koncerte, delavnice in predavanja, humanitarne akcije, zelo dejavna je dramska skupina, ki vsako leto pripravi celovečerno predstavo in miklavževanje, uspešen pa je tudi Peški oktet. KORK Peče letno organizira krvodajalsko akcijo in srečanje starejših občanov. PGD Peče organizira skoraj vsako leto zabavno prireditev, tekmovalne desetine se z vidnimi rezultati udeležujejo gasilskih tekmovanj, društvo pa ima tudi veliko število operativnih članov, ki sodelujejo pri intervencijah pri požarih, naravnih katastrofah in drugih. Župnija Peče vsako leto zadnjo nedeljo v avgustu organizira farno žegnanje ob godu farnega zavetnika Sv. Jerneja, t. i. Jernejevo nedeljo, na kateri povabijo vse sedanje in nekdanje prebivalce Peč in okolice, nekateri obiskovalci pa redno prihajajo tudi iz tujine. 
V Pečah so vidnejše stavbe farna cerkec sv. Jerneja, župnijski urad, gasilski dom, mrliška vežica in večnamenska stavba ob športni ploščadi. Z vidika kulturne dediščine je poleg cerkve treba omeniti še staro "Banturjevo hišo" v kateri je bila nekdaj ena bolj znanih gostiln na Moravškem.
Nad Pečami je tudi več manjših kamnolomov, največji med njimi je Pečnarca, iz katerih so pridobivali Peški apnenec, t. i. Peški marmor, s katerim je tlakovana tudi cesta na Vršič.